# サーゴ級潜水艦
サーゴ級潜水艦（サーゴきゅうせんすいかん Sargo class submarine）は、アメリカ海軍の潜水艦。1937年から1938年にかけて10隻が建造された。本級の後継としてタンバー級潜水艦が建造された。

## 概要
1936年度に建造されたサーモン級潜水艦の諸性能が、一応アメリカ海軍の望みうるレベルに達したということもあり、1937年度でも引き続いて同型艦6隻が整備されることとなった。その間、潜水艦に必要な各種機器の技術革新は目覚しく、特に多年の懸案であった電池とモーターの進歩が1937年度計画艦に大きく反映される結果となった。
まず、電池の面ではVLA47型と呼ばれる、耐久性と安定性が従来のものより格段に優れた画期的な性能を持った電池が開発され、これによりカタログ値どおりの水中での最大航続時間が維持できることとなった。この電池は通称「サーゴ電池」とも呼ばれ、以後アメリカ潜水艦の標準電池となり、戦後も長く改良型が使われたロングセラーの電池となった。この電池の搭載により艦内区画の配置が一部変更されたことで排水量が若干大きくなった。しかし、この時点では機関部門では満足のいくモーターが未開発ということもあり、サーモン級に引き続き折衷型の複合型機関が引き続き搭載されることとなった。
次いで1938年度でも当初計画では引き続き6隻が建造されるはずであった。しかし、第二次ロンドン海軍軍縮会議締結の影響により、2隻削減され4隻が建造されることとなった。その計画の段階で、ようやく満足しうるモーターの開発が成功し、これにより1937年度艦までの折衷型複合機関から、再び純然たるディーゼル電気推進機関が導入されることとなった。当然ポーパス級潜水艦に導入された機関より信頼性が増し、また保守も容易であることから乗員に歓迎された。いずれにせよ、主機械と電池は満足のいくレベルには達したが、その反動からか、魚雷の発射線不足など、再び攻撃力に対する不満や改正要求が出てくることとなった。
サーゴ級の呼称に関しては、排水量の微増と電池、モーターの性能向上を除けばサーモン級と性能はほぼ同一であるので、独立形式としてではなくサーモン級と合わせて「新S級潜水艦」、あるいは1937年度艦を「新S級潜水艦第2グループ」と呼称することもある。1938年度艦は「新S級潜水艦第3グループ」、あるいは別形式として「シードラゴン級」と呼称する資料もある。

## 改装と戦歴
ポーパス級、サーモン級（スティングレイ(USS Stingray, SS-186)のみ）で実施された外装型魚雷発射管の装備は実施されなかった。その他、艦橋構造の凸型化改装やレーダー搭載が順次実施されたことも、備砲の大型化など重火器の搭載の見送りもほぼ同一である。備砲に関しては、4インチ50口径砲に換装した艦もいる。
太平洋戦争開戦後は、アメリカ潜水艦隊の中核として広く活動した。本級の8番艦シーライオン(USS Sealion, SS-195)は太平洋戦争において日本海軍に撃沈された最初のアメリカ海軍潜水艦であった。ガトー級潜水艦やバラオ級潜水艦の各艦が大量に戦線に投入されるに及んで、ポーパス級、サーモン級同様次第に練習艦などに転用されていった。
1937年度艦、1938年度艦それぞれ2隻ずつ戦没し、うち1938年度艦のもう1隻の戦没艦であるシーウルフ(USS Seawolf, SS-197)は、1944年10月3日に味方に誤認撃沈されるという終末を迎えた。また、1937年度艦の5番艦スクアラス(USS Squalus, SS-192)は1939年5月23日に公試運航中事故沈没し、引き揚げ後セイルフィッシュ(USS Sailfish, SS-192)と改名して再就役している。